# Mircea Boulescu
Mircea Boulescu (n. 22 iunie 1934, Cătunele, Gorj - d. 27 octombrie 2010, București) a fost un profesor universitar, doctor în economie și senator român în legislatura 1992-1996 ales în municipiul București pe listele partidului Frontul Salvării Naționale. Din mai 1993, Mircea Boulescu a făcut parte din Partidul Democrat.